# Поповка (деревня, Дмитровский городской округ)
Поповка — деревня в Дмитровском районе Московской области, в составе городского поселения Яхрома. Население — 1 чел. (2010). До 2006 года Поповка входила в состав Подъячевского сельского округа.

## Расположение
Деревня расположена на западе центральной части района, примерно в 11 км на запад от города Яхромы, у истоков малой речки Кимерша (правый приток Лутосни), высота центра над уровнем моря 225 м. Ближайшие населённые пункты — Овчино на западе и Подъячево на юго-западе.

## Население
| 2002 | 2006 | 2010 |
| ---- | ---- | ---- |
| 3    | →3   | ↘1   |